# 카인
카인(Cain) 혹은 가인(개역개정)은 아브라함 종교의 창세기에 나오는 성경 인물이다. 그는 아벨의 형이자, 성경에 나오는 첫 부부인 아담과 하와의 맏아들이다. 그는 농부로서 하느님에게 수확물을 바쳤다. 그러나 하느님은 기뻐하지 않으셨고, 카인의 제물보다 아벨의 제물을 더 선호하셨다. 질투심에 사로잡힌 카인은 동생을 죽였고, 이에 대해 하느님으로부터 카인의 저주와 표식으로 벌을 받았다. 그는 아들 에녹 (카인의 아들)을 시작으로 라멕을 포함한 여러 후손을 두었다.
이 이야기는 하느님께서 카인의 희생 제물을 거부하신 이유가 명확하지 않다. 일부 전통적인 해석은 카인을 악, 폭력 또는 탐욕의 창시자로 본다. 창세기에 따르면 카인은 최초로 태어난 인간이자 최초의 살인자였다.

## 창세기 이야기
카인이 아벨을 살해하고 그에 따른 결과는 창세기 4장 1~18절에 기록되어 있다.
아담이 그의 아내 하와를 알자 하와가 임신하여 카인을 낳고 이르되 "내가 야훼의 도움으로 남자를 얻었다." 그 후에 그가 아벨을 낳았으니 아벨은 양을 치는 자였고 카인은 밭을 가는 자였더라. 세월이 흐른 후 카인은 땅의 열매로 야훼께 제물을 드렸고 아벨은 자기 양 떼의 첫 새끼와 그 기름진 것으로 제물을 드렸더라. 야훼께서 아벨과 그의 제물은 받으셨으나 카인과 그의 제물은 받지 않으셨더라. 그러므로 카인이 몹시 분하여 얼굴이 바뀌니 야훼께서 카인에게 이르시되
"네가 어찌하여 분하며

네 얼굴이 어찌하여 바뀌었느냐?

네가 선을 행하면

어찌 낯을 들지 못하겠느냐?

네가 선을 행하지 아니하면

죄가 문에 엎드려 있느니라.

죄가 너를 원하나

너는 죄를 다스릴지니라."

카인이 그의 아우 아벨에게 말하되, "들로 나가자." 그들이 들에 있을 때 카인이 그의 아우 아벨을 쳐죽이니라.
야훼께서 카인에게 이르시되 "네 아우 아벨이 어디 있느냐?" 그가 이르되 "내가 알지 못하나이다. 내가 내 아우를 지키는 자니이까?" 야훼께서 이르시되 "네가 무엇을 하였느냐? 들으라. 네 아우의 피 흘린 소리가 땅에서부터 내게 호소하느니라! 땅이 그 입을 열어 네 손에서 네 아우의 피를 받았으니 이제 네가 땅에서 저주를 받으리라. 네가 밭을 갈아도 땅이 다시는 그 효력을 네게 주지 아니할 것이요, 너는 땅에서 유리하는 자가 되리라." 카인이 야훼께 아뢰되 "내 죄벌이 내게 감당할 수 없나이다! 주께서 오늘 내게서 이 땅을 떠나게 하시니 내가 주의 낯을 피하여 숨을 것이요, 땅에서 유리하는 자가 되오리니 무릇 나를 만나는 자마다 나를 죽이려 할 것입니다." 야훼께서 그에게 이르시되 "그렇지 아니하다! 카인을 죽이는 자는 칠 배의 벌을 받으리라." 그리고 야훼께서 카인에게 표를 주사 그를 만나는 자마다 그를 죽이지 못하게 하시니라.

카인이 야훼의 면전에서 떠나 에덴 동쪽 놋 땅에 거주하더니 카인이 그의 아내를 알매 그가 임신하여 에녹을 낳은지라. 카인이 성을 쌓고 그의 아들의 이름인 에녹으로 성 이름을 지었더라. — 창세기, 4:1–18

## 해석

### 유대교 및 기독교 해석
이 이야기에서 일찍이 제기되는 질문은 야훼가 왜 카인의 제사를 거부하셨는가이다. 본문은 다음과 같이 말한다. "세월이 흐른 뒤, 카인은 땅의 소산물 얼마를 주님께 예물로 바쳤다. 아벨도 자기 양 떼 가운데 맏배들과 그 굳기름을 가져왔다. 주님께서는 아벨과 그의 예물은 좋게 보셨으나, 카인과 그의 예물은 좋게 보지 않으셨다." 주목할 만한 점은 희생 제물의 종류 차이이다. 땅의 소산물은 재생 가능하고 피가 없지만, 굳기름은 주님을 위해 따로 떼어놓는 것이며 맏배에게서 취한 것으로, 더 이상 없을 수도 있다는 불확실성 속에서 믿음을 나타내는 행위이다. 미드라시는 아벨이 양 떼에서 가장 좋은 고기를 가져왔지만, 카인은 추수물 중에서 가장 좋은 것을 하느님께 따로 바치지 않았다고 제안한다.
내면화된 영적 죽음과 유사하게, 야훼는 아담과 하와에게 금단의 열매를 먹지 말라고 경고했다. 그들은 즉시 육체적으로 죽지 않았지만, 시간이 지남에 따라 몸이 늙어 죽었다. 주님은 카인에게 그의 부적절한 분노가 그를 집어삼키려 기다리고 있다고 경고하셨다. "네가 옳게 행하면 어찌 낯을 들지 못하겠느냐? 그러나 옳게 행하지 아니하면 죄가 문 앞에 엎드려 있느니라. 죄가 너를 원하나 너는 죄를 다스릴지니라."

### 저주와 표식
창세기 4:1–16에 따르면, 카인은 동생 아벨 (성경)을 간교하게 살해하고, 살인에 대해 하느님께 거짓말을 했으며, 그 결과 평생 저주를 받고 표식을 받았다. 땅이 아벨의 피를 마셔서 저주받게 되자, 카인은 더 이상 땅을 경작할 수 없었다. 그는 "도망자요 유리하는 자"가 되었고, 아무도 그에게 복수할 수 없도록 하느님으로부터 표식(일반적으로 카인의 표식이라 불림)을 받았다.
70인역 본문의 "땅 위에서 신음하고 떨리니"라는 주석 (해석학)은 카인이 몸의 떨림으로 고통받고 있음을 의미한다. 카인의 저주가 그의 후손들에게까지 미쳐, 아벨의 잠재적 후손들의 상실에 대한 보복으로 그들 모두가 대홍수로 죽었다는 해석도 있다.
모르몬교 경전인 값진 진주는 카인의 후손을 피부색이 검은 사람으로 묘사한 것으로 해석되어 왔으며,:12 브리검 영 교회의 회장은 "그 표식이 무엇인가? 당신이 본 모든 아프리카인의 얼굴에서 그것을 볼 수 있을 것이다...."라고 말했다. 그러나 이러한 입장은 예수 그리스도 후기 성도 교회의 현대 지도자들에 의해 부인되었다.
또 다른 성경 이야기에서는 함이 자기 아버지 노아가 취하여 자기 장막에서 벌거벗고 있는 것을 발견했다. 이 때문에 노아는 함의 아들 가나안에게 "종들의 종이 되라"고 저주했다.:125 성경에는 함의 피부색이 언급되어 있지 않지만, 일부 교리는 이 저주를 흑인과 연관 지어 노예제를 정당화하는 데 사용했다.:125

### 이슬람 해석
이슬람 전통에서 카인의 이름은 카빌(아랍어: قابيل)이다. 그의 이야기는 쿠란에 이름 없이 언급되어 있는데, 그와 그의 형제 아벨 (성경)이 제물을 바치지만, 아벨의 제물은 받아들여진 반면 카인의 제물은 받아들여지지 않았다. 카인은 화가 나서 동생을 살해하겠다고 위협하지만, 아벨은 하느님이 경외하는 자들의 제물만 받으신다며 카인을 해치려 하지 않을 것이라고 그를 위로하려 한다. 결국 카인은 아벨을 죽인다. 하느님은 카인에게 동생의 수치를 숨기는 방법을 보여주기 위해 땅을 파는 까마귀를 보내신다. 카인은 수치심에 자신을 저주하기 시작했고 죄책감에 시달렸다.

## 어원

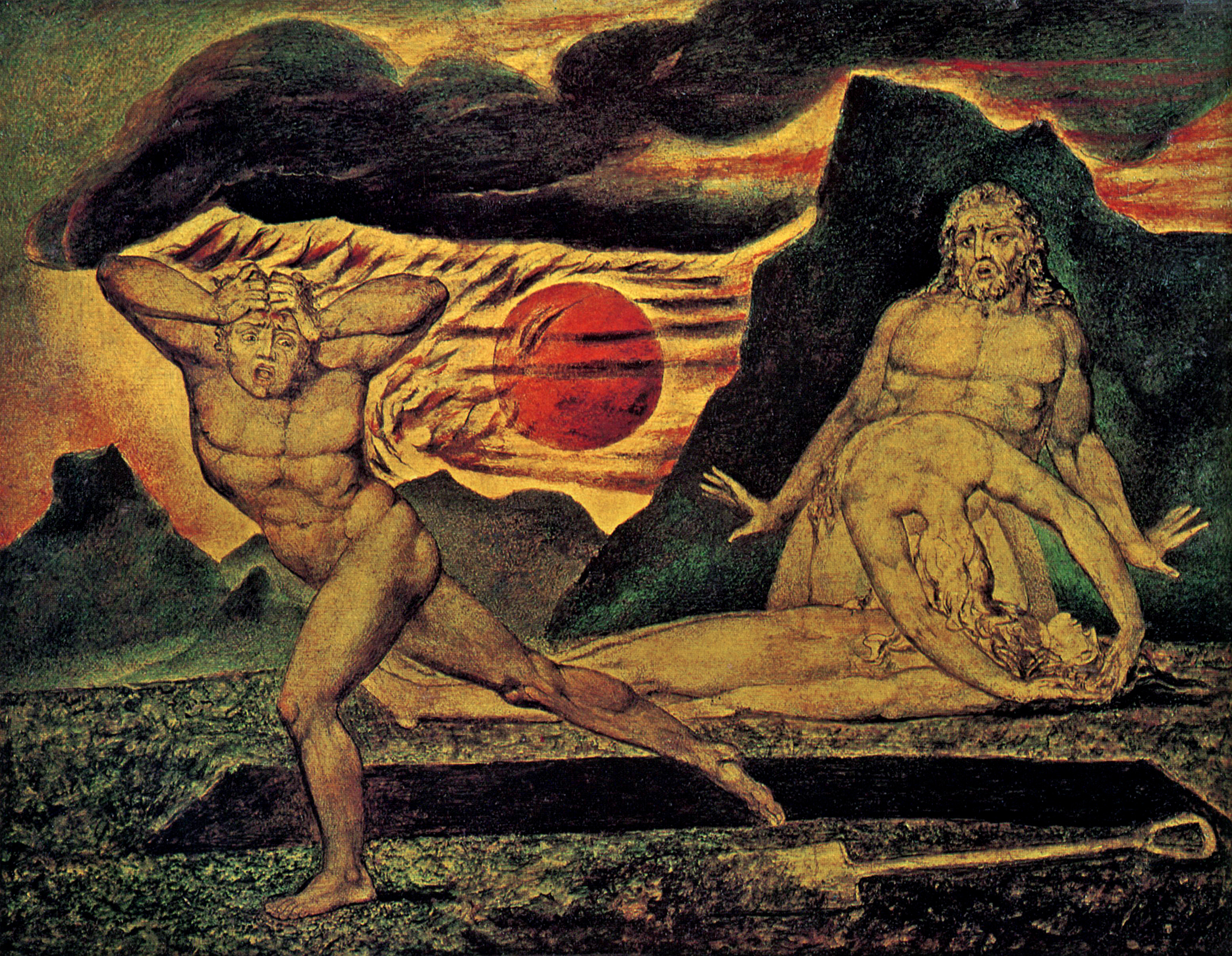
윌리엄 블레이크의 '아담과 하와에게 발견된 아벨의 시신', 1826년

카인의 이름에 대한 한 가지 대중적인 이론은 카인의 어머니 하와가 창세기 4:1에서 카인을 낳은 후 "내가 주님께로 말미암아 남자를 얻었다"라고 말할 때 사용한 동사 "카나"(קנה‎ qnh), 즉 "얻다"와 연결시킨다. 13세기 나흐마니데스가 명확히 밝힌 이 관점에서, 카인의 이름은 그의 지배, 권력, 죄의 역할을 예고한다. 유대인 전설 중 하나에서, 카인은 하와와 사탄(또한 천사 사마엘이자 에덴 동산의 뱀) 사이의 결합의 결과이며, 하와는 카인이 태어날 때 "내가 주님의 천사를 통해 남자를 얻었다"라고 외친다.
아담과 하와의 생애( 1세기 CEc.)에 따르면, 카인은 어머니에게 갈대(qaneh)를 가져다주었는데, 이것이 그가 카인(Qayin)이라는 이름을 얻게 된 경위이다. 그가 갈대를 가져온 상징성은 농부로서의 직업을 나타내는 동시에 그의 파괴적인 본성을 암시하는 것일 수 있다. 그는 또한 "빛나는" 자로 묘사되는데, 이는 카인과 태양의 영지주의적 연관성을 반영할 수 있다.

## 특징
카인은 도시 건설자이자 장막에 거주하는 목축민, 모든 수금과 피리 연주자, 그리고 청동 및 철 세공인의 조상으로 묘사된다.
창세기 4장 17절의 다른 번역(소수의 현대 주석가들이 지지함)에서는 카인의 아들 에녹이 도시를 건설하고 그 이름을 아들 이랏의 이름을 따서 지었다고 한다. 이러한 도시는 알려진 가장 오래된 도시 중 하나인 에리두에 해당할 수 있다. 필론은 지구상 세 번째 인간인 카인이 실제 도시를 세웠다는 것이 말이 안 된다고 지적한다. 대신 그는 그 도시가 불의한 철학을 상징한다고 주장한다.
신약성경에서 카인은 요한일서 3:12와 유다서 1:11에서 불의의 예시로 인용된다. 타르굼, 랍비 문헌, 그리고 후대의 추측들은 아담과 하와의 딸들에 대한 배경 세부 사항을 보충했다. 창세기 4장의 이러한 주석 (해석학)은 카인의 아내를 그의 누이로 소개했는데, 이는 최소 1,800년 동안 받아들여져 온 개념이다. 이는 희년서 4장에서 볼 수 있는데, 카인이 정착하여 그의 누이 아완과 결혼했고, 그녀는 아담 창조 후 약 196년 후에 그들의 첫째 아들, 즉 첫 번째 에녹 (카인의 아들)을 낳았다고 기록한다. 카인은 그 후 첫 도시를 세우고 아들의 이름을 따서 명명하며, 그곳에 집을 짓고, 집이 무너져 그를 죽일 때까지 아담이 죽은 해에 그곳에서 살았다.

## 땅과의 관계
이 본문의 대안적인 해석에서, 땅은 하나의 인격체로 의인화될 수 있다. 이러한 해석은 성경에서 입과 같은 인간적 특성을 부여받았다는 증거를 통해 뒷받침된다. 땅은 또한 "입을 벌려 피를 삼킨다"는 구절에서 능동 동사의 유일한 주어이기도 하다. 이는 땅이 그 상황에 반응했음을 시사한다. 이러한 논리에 따르면, 땅은 아벨 살해의 공범일 수도 있다(조르스타드 708). 땅의 반응은 다음과 같은 질문을 제기한다. "인간과 땅 사이의 긴밀한 관계는 땅이 인간의 행동, 즉 그 행동의 성격과 상관없이 거울처럼 비추거나 돕는다는 것을 의미하는가?"

## 다른 이야기들
유대인 전통에서, 필론, 랍비 엘리에제르의 피르케, 그리고 위 타르굼 요나단은 아담이 카인의 아버지가 아니라고 주장했다. 대신, 하와는 사마엘, 에덴 동산의 뱀, 즉 악마 자신에게 유혹을 받아 간음을 저질렀다고 한다. 요한의 첫째 편지 요한1서 3:10–12에 나오는 "악한 자"에 대한 기독교 주석 (해석학) 또한 테르툴리아누스와 같은 일부 주석가들이 카인이 악마 또는 타락천사의 아들이라는 데 동의하도록 이끌었다. 따라서 일부 해석자들에 따르면, 카인은 반인반천사였으며, 네피림 중 한 명이었다(참조 창세기 6장). 요한의 비의서에 나타난 영지주의 해석에서는 하와가 얄다바오트에게 유혹을 받는다. 그러나 대아르콘 가설에서는 하와가 한 쌍의 아르콘에게 강간당한다.
기원전 1세기의 유대인 저작인 위필론은 카인이 15세에 동생을 살해했다고 전한다. 놋 땅으로 도망친 후, 카인에게는 네 아들(에녹 (카인의 아들), 오라드, 리즈파, 포살)과 두 딸(키타, 마악)이 있었다. 이들 중 마지막 다섯은 성경에 언급되어 있지 않다. 카인은 730세에 사망하여 그의 타락한 후손들이 땅에 악을 퍼뜨리게 했다. 희년서에 따르면, 카인은 돌로 동생을 살해했다. 그 후, 카인은 동생에게 사용했던 것과 동일한 도구, 즉 그에게 집이 무너져 그 돌에 맞아 죽었다. 카인의 죽음에 대한 이야기 후에는 다음과 같은 하늘의 법이 인용되었다.
> 사람이 자기 이웃을 죽이는 도구로 그도 죽임을 당할 것이며, 그가 이웃을 상하게 한 방식으로 그들도 그를 대할 것이다.
탈무드의 전통에 따르면 카인이 동생을 살해한 후 하느님이 그의 머리에 뿔을 자라게 하셨다고 한다. 후에 카인은 그의 증손자 라멕에 의해 살해되었는데, 라멕이 그를 야생 동물로 착각했기 때문이다. 십자군 시대의 이 전통에 대한 기독교 버전은 라멕에 의한 카인의 살해가 "카인 몬스"(즉, 카인 산)라고 불리는 언덕에서 일어났는데, 이는 현대 이스라엘의 텔 요크네암에 있는 십자군 요새인 "카이몬트"의 변형이라는 것이다.
카인과 아벨의 이야기는 에티오피아 테와히도 정교회에서 정경으로 간주되는 책인 1 메카비안의 19장에서도 언급된다. 이 본문에서 카인은 아벨의 아내를 탐하여 아벨을 죽였다.
만다야교 경전(예: 쿨라스타, 만다야교 요한서, 긴자 라바)에 따르면, 아벨은 세례 요한을 가르친 천사적 구원론적 인물 히빌 지와와 동계어이다.
찰스 고드프리 릴런드의 책 아라디아, 또는 마녀들의 복음서에서 카인은 월신이다.
라시 (랍비)가 라바누스 마우루스의 미드라시를 인용하여 말하길, 카인은 눈이 가려진 사람의 화살에 맞아 죽었다.

## 가족

### 가계도
|      |      |      |      |      |      |  |  |      |      |      |      |          |          |          |          |          |          | 아담     | 아담     | 아담     | 아담     | 아담 | 아담 |        |        | 하와   | 하와   | 하와   | 하와   | 하와 | 하와 |          |          |          |          |          |          |  |  |      |      |      |      |      |      |  |  |  |  |  |  |  |  |  |  |  |  |  |  |  |  |  |  |  |  |  |  |
|      |      |      |      |      |      |  |  |      |      |      |      |          |          |          |          |          |          | 아담     | 아담     | 아담     | 아담     | 아담 | 아담 |        |        | 하와   | 하와   | 하와   | 하와   | 하와 | 하와 |          |          |          |          |          |          |  |  |      |      |      |      |      |      |  |  |  |  |  |  |  |  |  |  |  |  |  |  |  |  |  |  |  |  |  |  |
|      |      |      |      |      |      |  |  |      |      |      |      |          |          |          |          |          |          |          |          |          |          |      |      |        |        |        |        |        |        |      |      |          |          |          |          |          |          |  |  |      |      |      |      |      |      |  |  |  |  |  |  |  |  |  |  |  |  |  |  |  |  |  |  |  |  |  |  |
|      |      |      |      |      |      |  |  |      |      |      |      |          |          |          |          |          |          |          |          |          |          |      |      |        |        |        |        |        |        |      |      |          |          |          |          |          |          |  |  |      |      |      |      |      |      |  |  |  |  |  |  |  |  |  |  |  |  |  |  |  |  |  |  |  |  |  |  |
|      |      |      |      |      |      |  |  |      |      |      |      | 카인     | 카인     | 카인     | 카인     | 카인     | 카인     |          |          |          |          | 아벨 | 아벨 | 아벨   | 아벨   | 아벨   | 아벨   |        |        |      |      | 셋       | 셋       | 셋       | 셋       | 셋       | 셋       |  |  |      |      |      |      |      |      |  |  |  |  |  |  |  |  |  |  |  |  |  |  |  |  |  |  |  |  |  |  |
|      |      |      |      |      |      |  |  |      |      |      |      | 카인     | 카인     | 카인     | 카인     | 카인     | 카인     |          |          |          |          | 아벨 | 아벨 | 아벨   | 아벨   | 아벨   | 아벨   |        |        |      |      | 셋       | 셋       | 셋       | 셋       | 셋       | 셋       |  |  |      |      |      |      |      |      |  |  |  |  |  |  |  |  |  |  |  |  |  |  |  |  |  |  |  |  |  |  |
|      |      |      |      |      |      |  |  |      |      |      |      | 에녹     | 에녹     | 에녹     | 에녹     | 에녹     | 에녹     |          |          |          |          |      |      |        |        |        |        |        |        |      |      | 에노스   | 에노스   | 에노스   | 에노스   | 에노스   | 에노스   |  |  |      |      |      |      |      |      |  |  |  |  |  |  |  |  |  |  |  |  |  |  |  |  |  |  |  |  |  |  |
|      |      |      |      |      |      |  |  |      |      |      |      | 에녹     | 에녹     | 에녹     | 에녹     | 에녹     | 에녹     |          |          |          |          |      |      |        |        |        |        |        |        |      |      | 에노스   | 에노스   | 에노스   | 에노스   | 에노스   | 에노스   |  |  |      |      |      |      |      |      |  |  |  |  |  |  |  |  |  |  |  |  |  |  |  |  |  |  |  |  |  |  |
|      |      |      |      |      |      |  |  |      |      |      |      | 이랏     | 이랏     | 이랏     | 이랏     | 이랏     | 이랏     |          |          |          |          |      |      |        |        |        |        |        |        |      |      | 게난     | 게난     | 게난     | 게난     | 게난     | 게난     |  |  |      |      |      |      |      |      |  |  |  |  |  |  |  |  |  |  |  |  |  |  |  |  |  |  |  |  |  |  |
|      |      |      |      |      |      |  |  |      |      |      |      | 이랏     | 이랏     | 이랏     | 이랏     | 이랏     | 이랏     |          |          |          |          |      |      |        |        |        |        |        |        |      |      | 게난     | 게난     | 게난     | 게난     | 게난     | 게난     |  |  |      |      |      |      |      |      |  |  |  |  |  |  |  |  |  |  |  |  |  |  |  |  |  |  |  |  |  |  |
|      |      |      |      |      |      |  |  |      |      |      |      | 므후야엘 | 므후야엘 | 므후야엘 | 므후야엘 | 므후야엘 | 므후야엘 |          |          |          |          |      |      |        |        |        |        |        |        |      |      | 마할랄렐 | 마할랄렐 | 마할랄렐 | 마할랄렐 | 마할랄렐 | 마할랄렐 |  |  |      |      |      |      |      |      |  |  |  |  |  |  |  |  |  |  |  |  |  |  |  |  |  |  |  |  |  |  |
|      |      |      |      |      |      |  |  |      |      |      |      | 므후야엘 | 므후야엘 | 므후야엘 | 므후야엘 | 므후야엘 | 므후야엘 |          |          |          |          |      |      |        |        |        |        |        |        |      |      | 마할랄렐 | 마할랄렐 | 마할랄렐 | 마할랄렐 | 마할랄렐 | 마할랄렐 |  |  |      |      |      |      |      |      |  |  |  |  |  |  |  |  |  |  |  |  |  |  |  |  |  |  |  |  |  |  |
|      |      |      |      |      |      |  |  |      |      |      |      | 므두사엘 | 므두사엘 | 므두사엘 | 므두사엘 | 므두사엘 | 므두사엘 |          |          |          |          |      |      |        |        |        |        |        |        |      |      | 야렛     | 야렛     | 야렛     | 야렛     | 야렛     | 야렛     |  |  |      |      |      |      |      |      |  |  |  |  |  |  |  |  |  |  |  |  |  |  |  |  |  |  |  |  |  |  |
|      |      |      |      |      |      |  |  |      |      |      |      | 므두사엘 | 므두사엘 | 므두사엘 | 므두사엘 | 므두사엘 | 므두사엘 |          |          |          |          |      |      |        |        |        |        |        |        |      |      | 야렛     | 야렛     | 야렛     | 야렛     | 야렛     | 야렛     |  |  |      |      |      |      |      |      |  |  |  |  |  |  |  |  |  |  |  |  |  |  |  |  |  |  |  |  |  |  |
| 아다 | 아다 | 아다 | 아다 | 아다 | 아다 |  |  |      |      |      |      | 라멕     | 라멕     | 라멕     | 라멕     | 라멕     | 라멕     |          |          |          |          |      |      | 실라   | 실라   | 실라   | 실라   | 실라   | 실라   |      |      | 에녹     | 에녹     | 에녹     | 에녹     | 에녹     | 에녹     |  |  |      |      |      |      |      |      |  |  |  |  |  |  |  |  |  |  |  |  |  |  |  |  |  |  |  |  |  |  |
| 아다 | 아다 | 아다 | 아다 | 아다 | 아다 |  |  |      |      |      |      | 라멕     | 라멕     | 라멕     | 라멕     | 라멕     | 라멕     |          |          |          |          |      |      | 실라   | 실라   | 실라   | 실라   | 실라   | 실라   |      |      | 에녹     | 에녹     | 에녹     | 에녹     | 에녹     | 에녹     |  |  |      |      |      |      |      |      |  |  |  |  |  |  |  |  |  |  |  |  |  |  |  |  |  |  |  |  |  |  |
|      |      |      |      |      |      |  |  |      |      |      |      |          |          |          |          |          |          |          |          |          |          |      |      |        |        |        |        |        |        |      |      |          |          |          |          |          |          |  |  |      |      |      |      |      |      |  |  |  |  |  |  |  |  |  |  |  |  |  |  |  |  |  |  |  |  |  |  |
|      |      |      |      |      |      |  |  |      |      |      |      |          |          |          |          |          |          |          |          |          |          |      |      |        |        |        |        |        |        |      |      |          |          |          |          |          |          |  |  |      |      |      |      |      |      |  |  |  |  |  |  |  |  |  |  |  |  |  |  |  |  |  |  |  |  |  |  |
| 야발 | 야발 | 야발 | 야발 | 야발 | 야발 |  |  | 유발 | 유발 | 유발 | 유발 | 유발     | 유발     |          |          | 두발가인 | 두발가인 | 두발가인 | 두발가인 | 두발가인 | 두발가인 |      |      | 나아마 | 나아마 | 나아마 | 나아마 | 나아마 | 나아마 |      |      | 므두셀라 | 므두셀라 | 므두셀라 | 므두셀라 | 므두셀라 | 므두셀라 |  |  |      |      |      |      |      |      |  |  |  |  |  |  |  |  |  |  |  |  |  |  |  |  |  |  |  |  |  |  |
| 야발 | 야발 | 야발 | 야발 | 야발 | 야발 |  |  | 유발 | 유발 | 유발 | 유발 | 유발     | 유발     |          |          | 두발가인 | 두발가인 | 두발가인 | 두발가인 | 두발가인 | 두발가인 |      |      | 나아마 | 나아마 | 나아마 | 나아마 | 나아마 | 나아마 |      |      | 므두셀라 | 므두셀라 | 므두셀라 | 므두셀라 | 므두셀라 | 므두셀라 |  |  |      |      |      |      |      |      |  |  |  |  |  |  |  |  |  |  |  |  |  |  |  |  |  |  |  |  |  |  |
|      |      |      |      |      |      |  |  |      |      |      |      |          |          |          |          |          |          |          |          |          |          |      |      |        |        |        |        |        |        |      |      | 라멕     |          |          |          |          |          |  |  |      |      |      |      |      |      |  |  |  |  |  |  |  |  |  |  |  |  |  |  |  |  |  |  |  |  |  |  |
|      |      |      |      |      |      |  |  |      |      |      |      |          |          |          |          |          |          |          |          |          |          |      |      |        |        |        |        |        |        |      |      |          |          |          |          |          |          |  |  |      |      |      |      |      |      |  |  |  |  |  |  |  |  |  |  |  |  |  |  |  |  |  |  |  |  |  |  |
|      |      |      |      |      |      |  |  |      |      |      |      |          |          |          |          |          |          |          |          |          |          |      |      |        |        |        |        |        |        |      |      | 노아     |          |          |          |          |          |  |  |      |      |      |      |      |      |  |  |  |  |  |  |  |  |  |  |  |  |  |  |  |  |  |  |  |  |  |  |
|      |      |      |      |      |      |  |  |      |      |      |      |          |          |          |          |          |          |          |          |          |          |      |      |        |        |        |        |        |        |      |      |          |          |          |          |          |          |  |  |      |      |      |      |      |      |  |  |  |  |  |  |  |  |  |  |  |  |  |  |  |  |  |  |  |  |  |  |
|      |      |      |      |      |      |  |  |      |      |      |      |          |          |          |          |          |          |          |          |          |          |      |      |        |        |        |        |        |        |      |      |          |          |          |          |          |          |  |  |      |      |      |      |      |      |  |  |  |  |  |  |  |  |  |  |  |  |  |  |  |  |  |  |  |  |  |  |
|      |      |      |      |      |      |  |  |      |      |      |      |          |          |          |          |          |          |          |          |          |          |      |      | 셈     | 셈     | 셈     | 셈     | 셈     | 셈     |      |      | 함       | 함       | 함       | 함       | 함       | 함       |  |  | 야벳 | 야벳 | 야벳 | 야벳 | 야벳 | 야벳 |  |  |  |  |  |  |  |  |  |  |  |  |  |  |  |  |  |  |  |  |  |  |

1. ↑  /keɪn/ 히브리어: קַיִן, 정지형 히브리어: קָיִן; 그리스어: Κάϊν; 아랍어: قابيل/قايين 카빌/카이인[*]
2. 1 2 3  창세기4:1
3. ↑  창세기4:2
4. ↑  창세기4:25; 5:3
5. ↑  창세기4:17
6. ↑  창세기4:26; 5:6–7
7. 1 2 3 4  창세기4:18
8. ↑  창세기5:9–10
9. ↑  창세기5:12–13
10. ↑  창세기5:15–16
11. 1 2  창세기4:19
12. ↑  창세기5:18–19
13. ↑  창세기4:20
14. ↑  창세기4:21
15. 1 2  창세기4:22
16. ↑  창세기5:21–22
17. ↑  창세기5:25–26
18. ↑  창세기5:28–30
19. 1 2 3  창세기5:32

### 자매/아내들
여러 초기 주석가들은 카인과 아벨에게 자매들, 주로 쌍둥이 자매들이 있었다고 말했다. 창세기 랍바에 인용된 랍비 여호수아 벤 카르하에 따르면, "오직 둘만 침상에 들었고, 일곱이 나섰으니: 카인과 그의 쌍둥이 자매, 아벨과 그의 두 쌍둥이 자매였다."

## 동기

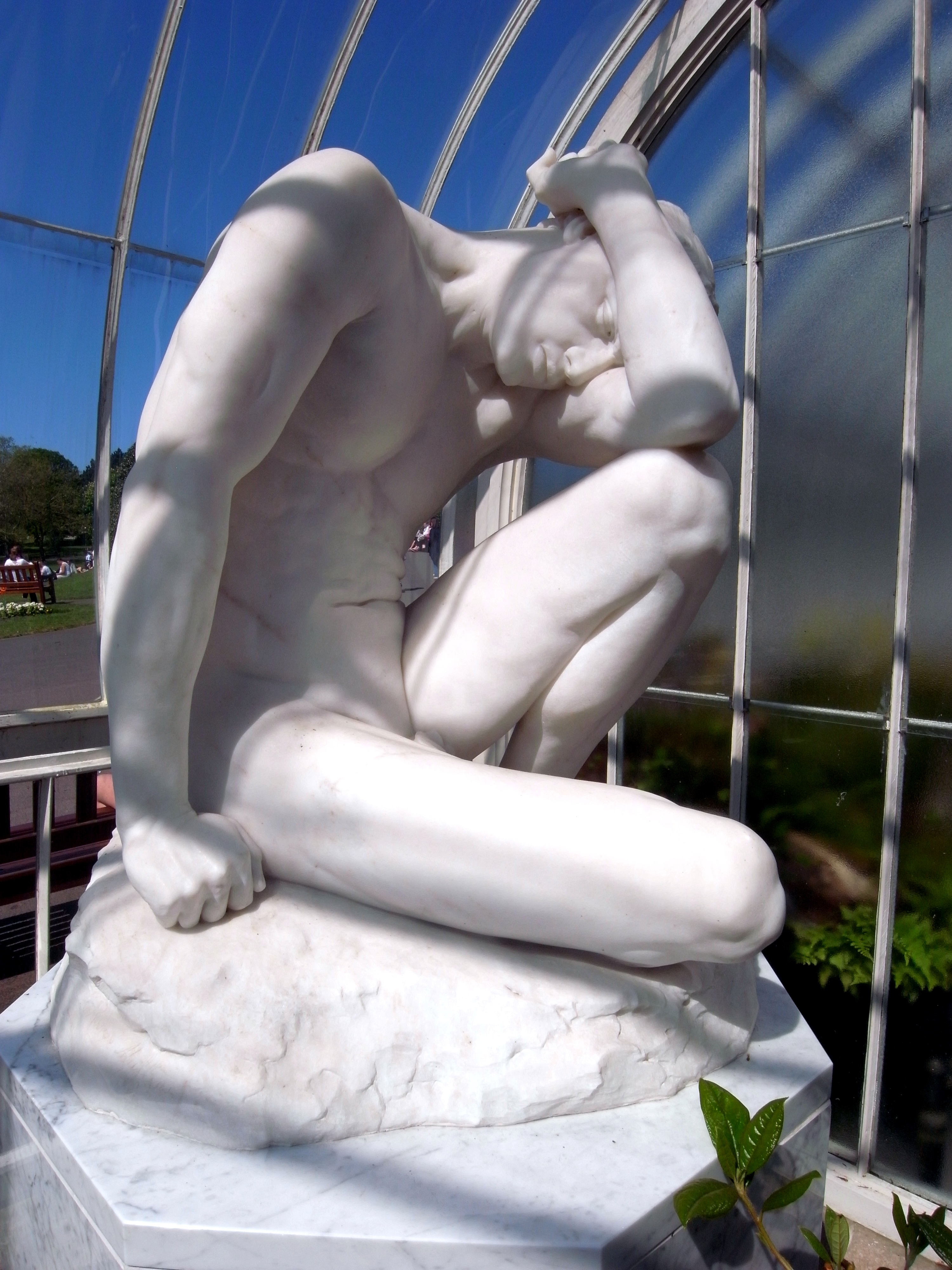
글래스고 식물원. 키블 궁전. 에드윈 로스코 멀린스 – 카인 또는 '내 죄벌이 너무 커서 감당할 수 없습니다' (창세기 4:13), 약 1899년.

창세기는 아벨 살해에 대한 구체적인 이유를 제시하지 않는다. 현대 주석가들은 일반적으로 하느님이 카인의 제물은 거부하고 아벨의 제물은 받아들였기 때문에 질투와 분노가 동기가 되었다고 추정한다. 요한의 첫째 편지는 다음과 같이 말한다.
카인처럼 되지 마십시오. 그는 악한 자에게 속하여 자기 동생을 죽였습니다. 그가 왜 동생을 죽였습니까? 자기 행위는 악하고 동생의 행위는 의로웠기 때문입니다.— 요한일서  3:12

미드라시와 아담과 하와와 사탄의 투쟁과 같은 고대 주석가들은 가장 아름다운 여인에 대한 욕망이 동기였다고 말한다. 미드라시 전통에 따르면 카인과 아벨은 각자 쌍둥이 자매를 두었으며, 서로의 쌍둥이 자매와 결혼하기로 되어 있었다. 미드라시는 아벨에게 약속된 아내인 아클리마가 카인에게 약속된 아내인 아완보다 더 아름다웠다고 전한다. 그래서 카인이 이 약정에 동의하지 않자, 아담은 희생 제물을 통해 하느님의 축복을 구하자고 제안했다. 하느님이 축복하는 자가 아클리마와 결혼하게 되는 것이었다. 하느님이 카인의 희생 제물을 공개적으로 거부하자, 카인은 질투와 분노에 휩싸여 동생을 죽였다. 랍비 주석가들은 카인의 누이와의 근친상간 관계가 할라카를 위반했는지 여부를 논의했다.

## 유산과 상징

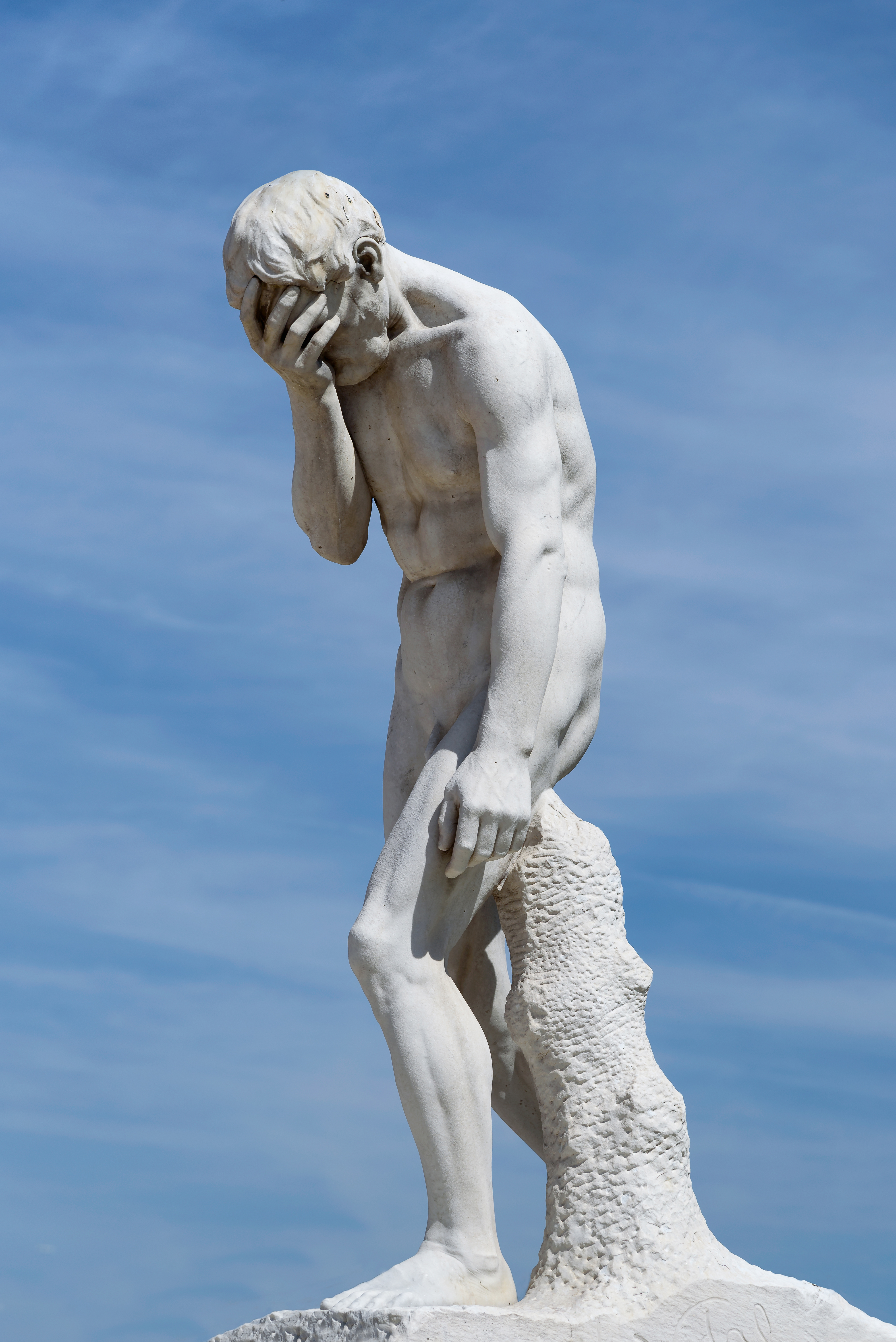
루브르 박물관 옆 튈르리 정원에 있는 이 동상은 '카인이 동생 아벨을 죽인 후'라는 제목으로 카인이 동생 아벨을 죽인 후의 모습을 보여준다.

카인이 살인을 저지를 수 있었던 천년 된 설명은 그가 아담의 아들이 아니라 타락천사 또는 사탄 자신의 자손이었을 수 있다는 것이다.
중세 전설에 따르면 카인은 나뭇가지 묶음을 들고 달에 도착하여 영원히 정착했다고 한다. 이는 달 그림자를 얼굴로 해석하는 대중적인 환상에서 유래했다. 이러한 믿음의 한 예는 단테 알리기에리의 지옥편 (XX, 126)에서 "카인과 나뭇가지"라는 표현이 "달"의 케닝그로 사용된 경우에서 찾아볼 수 있다.
예수 그리스도 후기 성도 교회 신학에서 카인은 전형적인 멸망의 아들, 비밀 결사(즉, 비밀 사회 및 조직범죄)의 아버지, 그리고 살인을 통해 이득을 얻을 수 있는 위대한 비밀의 주인이라는 뜻의 마스터 마한 칭호를 처음으로 가진 자로 여겨진다.
모르몬 민속에서는 한 초기 모르몬 지도자 데이비드 W. 패튼이 테네시주에서 매우 키가 크고 털이 많으며 피부색이 검은 남자를 만났는데, 그가 자신이 카인이라고 말했다는 이야기가 전해진다. 이 이야기에 따르면 카인은 죽음을 간절히 원했지만 거부당했으며, 그의 임무는 인간의 영혼을 파멸시키는 것이었다. 패튼의 이야기는 스펜서 W. 킴볼의 용서의 기적이라는 예수 그리스도 후기 성도 교회 내에서 인기 있는 책에 인용되어 있다. 이러한 널리 퍼진 모르몬 믿음은 1963년 솔트레이크시티에서 나온 기록에 의해 더욱 강조되는데, 그 기록에 따르면 "한 가지 미신은 카인이 자신을 죽이고 자신의 저주를 받아들이도록 사람들에게 애원하며 지구를 떠도는 흑인이라는 오래된 모르몬 믿음에 기반을 두고 있다 (M, 24, SLC, 1963)."
프로이트의 형제살해 이론은 카를 융의 보충을 통해 오이디푸스 콤플렉스 또는 일렉트라 콤플렉스로 설명된다.
카인과 아벨에 대한 다른 작은 전통들이 있었는데, 이는 더 오래된 것과 더 새로운 것 모두를 포함한다. 외경인 아담과 하와의 생애는 하와가 카인이 동생의 피를 마시는 꿈을 꾸었다고 전한다. 예언이 실현되는 것을 막기 위해 두 젊은이는 헤어져 다른 일을 하게 된다.
작가 대니얼 퀸은 그의 책 이스마엘에서, 그리고 나중에 B 이야기에서, 카인과 아벨 이야기가 그가 전체주의적 농업이라고 부르는 것의 시작을 관찰하는 초기 셈족 목축민의 기록이라고 제안한다. 여기서 카인은 최초의 '현대' 농업인들을, 아벨은 목축인들을 대표한다.

## 문화적 묘사와 언급
- 고대 영어 고전 시 베오울프( 1000 CEc.)에서 괴물 그렌델과 그의 어머니는 카인의 후손이라고 전해진다.[64]
- "카인 색 수염"이라는 표현 (카인과 유다는 전통적으로 붉은색 또는 노란색 머리카락을 가졌다고 여겨졌다)[65]은 셰익스피어의 윈저의 즐거운 아낙네들(1602년)에서 사용되었다.[64]
- 바이런 경은 희곡 카인(1821년)에서 이 이야기를 다시 쓰고 극화했는데, 카인을 다혈질의 상징으로 보았고, 아벨의 위선과 위선에 의해 도발되었다고 보았다.[64]
- 빅토르 위고의 시 "양심"(1853년, 세기의 전설 컬렉션의 일부)은 카인과 그의 가족이 하느님의 진노로부터 도망치는 이야기를 다룬다.[66]
- 존 스타인벡의 1952년 소설 에덴의 동쪽(1955년 영화로도 제작됨)은 제목에서 카인의 추방을 언급하고 카인과 아벨 이야기에 대한 논의를 포함하며, 이는 줄거리에서 펼쳐진다.[67]
- 롤플레잉 게임 뱀파이어: 더 마스커레이드(1991년)는 카인을 최초의 뱀파이어로 언급하며 뱀파이어를 카인의 이름을 따서 "카이나이트"라고 부른다.[68]
- 컨트리 음악 그룹 4 앤드 러너의 노래 "카인의 피"(1995년)는 카인과 아벨을 노래 화자 내면의 선과 악의 투쟁에 대한 은유로 사용한다.[69]
- "카인의 표식"은 TV 시리즈 수퍼내추럴(2005년)에 등장하며, 카인은 등장인물로 나온다.[70][71]
- 카인은 만화 시리즈 루터 스트로드의 기묘한 재능(2011년)의 궁극적인 적수로 등장한다.[72]
- 대런 애러노프스키의 알레고리적 영화 마더!(2017년)에서 "맏아들"과 "동생"은 각각 카인과 아벨을 상징한다.[73]
- 톰 웰링은 TV 시리즈 루시퍼에서 카인을 연기한다.
- "잭"으로 크레딧에 올랐지만, 헨리 롤린스는 영화 히 네버 다이: 뱀파이어의 전설(2015년)에서 카인을 연기한다.
- 넷플릭스 드라마 '사브리나의 오싹한 모험'(2018)에서는 블랙우드 신부에게 카인의 표식이 나타나며, 그 의미가 언급된다.

## 참고 문헌
- Alter, Robert (2008). 《모세오경: 주석이 달린 번역》. W. W. 노턴 앤 컴퍼니. ISBN 9780393070248.
- BDB, 프랜시스 브라운; 새뮤얼 롤스 드라이버; 찰스 브릭스 (1997). 《브라운 드라이버 브릭스 히브리어 및 영어 사전: 성경 아람어 부록 포함; "스트롱스 종합 성경 사전" 번호 체계로 코딩됨》 7. 인쇄.판. 피바디: 헨드릭슨. ISBN 978-1565632066.
- Byron, 존 (2011). 《본문과 전통 속의 카인과 아벨: 최초의 형제 경쟁에 대한 유대교 및 기독교적 해석》. 레이던 및 보스턴: 브릴 (출판사). ISBN 978-9004192522.
- 블렌킨솝, 조지프 (2011). 《창조, 비창조, 재창조: 창세기 1-11장 담론적 주해》. 뉴욕: 블룸스버리 T&T 클락. ISBN 978-0-567-37287-1.
- 크레이그 주니어, 케네스 M. (1999년 12월).  셰퍼드, 데이비드; 티마이어, 레나-소피아, 편집. 《에덴 밖의 질문들 (창세기 4:1-16): 야훼, 카인, 그리고 그들의 수사적 교환》. 《구약성서 연구 저널》 24 (SAGE 퍼블리케이션즈). 107–128쪽. doi:10.1177/030908929902408606. ISSN 1476-6728. S2CID 170152565.
- 데이, 존 (2021). 〈카인과 아벨 이야기 해석의 문제점〉. 《창조에서 아브라함까지: 창세기 1-11장의 추가 연구》. 블룸스버리 퍼블리싱. 78–97쪽. ISBN 978-0-567-70311-8.
- Doukhan, Abi (2016). 《성경 속 망명의 초상: 철학적 해석》. 옥슨: Routledge. ISBN 978-1-4724-7241-0.
- Gmirkin, Russell E. (2006). 《베로수스와 창세기, 마네토와 출애굽기》. 블룸스버리. ISBN 9780567134394.
- 헨델, 로널드 (2012). 〈역사적 맥락〉.   에반스, 크레이그 A.; 로어, 레나-소피아; 피터슨, 데이비드 L. 《창세기: 구성, 수용, 그리고 해석》. 브릴. 51–81쪽. ISBN 978-90-04-22653-1.
- 쿠글러, 로버트; 하틴, 패트릭 (2009). 《성경 입문》. 에르드만스. ISBN 9780802846365.
- 크레이머, 새뮤얼 노아 (1961), 《수메르 신화: 기원전 3천년기의 영적 및 문학적 업적 연구: 개정판》, 필라델피아, 펜실베이니아주: 펜실베이니아 대학교 출판부, ISBN 978-0-8122-1047-7
- Kugel, 제임스 L. (1998). 《성경 전통: 공통 시대 초기의 성경 안내서》. 케임브리지, 매사추세츠주 [외.]: 하버드 대학교 출판부. ISBN 978-0674791510.
- Luttikhuizen, 헤라르트 P., 편집. (2003). 《하와의 자녀들: 유대교와 기독교 전통에서 다시 이야기되고 해석된 성경 이야기들》 5권판. 레이던 및 보스턴: 브릴 (출판사). ISBN 978-9004126152.
- 만, 스티븐 T. (2021년 9월).  셰퍼드, 데이비드; 티마이어, 레나-소피아, 편집. 《카인이 있기를: 창세기 4장의 상상력 충돌》. 《구약성서 연구 저널》 46 (SAGE 퍼블리케이션즈). 79–95쪽. doi:10.1177/0309089221998390. ISSN 1476-6728. S2CID 238412495.
- Sailhamer, 존 H. (2010). 《오경의 의미: 계시, 구성 및 해석》. 인터바시티 프레스. ISBN 9780830878888.
- Schlimm, 매튜 R. (2011). 〈3부. 형제의 파수꾼을 찾아서: 창세기의 분노와 그 반대 — 에덴 밖의 윤리: 카인과 아벨〉. 《형제 살해에서 용서까지: 창세기의 분노의 언어와 윤리》. 시프룻: 히브리 성경의 문학 및 신학 7. 유니버시티 파크, 펜실베이니아주: 아이젠브라운스, 펜실베이니아 주립 대학교 출판부의 임프린트. 135–143쪽. doi:10.5325/j.ctv1bxgwgm.15. ISBN 978-1-57506-224-2. S2CID 209438529.
- Schwartz, Howard; Loebel-Fried, Caren; Ginsburg, Elliot K. (2004). 《영혼의 나무: 유대교의 신화》. 옥스퍼드 대학교 출판부. 447쪽. ISBN 978-0195358704.
- Zucker, 데이비드 J. (2020년 2월). 《내 죄벌이 너무 커서 감당할 수 없습니다: 카인 부르기》. 《성경 신학 게시판》 50 (성경 신학 게시판 Inc.를 대신한 SAGE 퍼블리케이션즈). 7–21쪽. doi:10.1177/0146107919892839. ISSN 1945-7596. S2CID 213466632.